# Goodlettsville
Goodlettsville ist eine City in den Countys Davidson und Sumner im US-Bundesstaat Tennessee. Das U.S. Census Bureau hat bei der Volkszählung 2020 eine Einwohnerzahl von 17.789 ermittelt.
Goodlettsville wurde nach A. G. Goodlett benannt, Pastor der Cumberland Presbyterian Church von 1848 bis 1853. Die Stadt ist Teil der Metropolregion Nashville.

## Demografie
Nach einer Schätzung von 2019 leben in Goodlettsville 19.555 Menschen. Die Bevölkerung teilte sich im selben Jahr auf in 70,6 % Weiße, 21,1 % Afroamerikaner, 0,5 % amerikanische Ureinwohner, 2,4 % Asiaten und 2,4 % mit zwei oder mehr Ethnizitäten. Hispanics oder Latinos aller Ethnien machten 4,2 % der Bevölkerung aus. Das mittlere Haushaltseinkommen lag bei 60.268 US-Dollar und die Armutsquote bei 10,8 %.

## Wirtschaft
Die Warenhauskette Dollar General hat ihren Hauptsitz in Goodlettsville.